# مقاطعة تورتكول
مقاطعة تورتكول هي تقسيم إداري في منطقة الحكم الذاتي في قرقل باغستان في أوزبكستان. مركزها مدينة تورتكول.